# Березняги-Вторые
Березняги-Вторые — хутор в Алексеевском районе Белгородской области России. В рамках организации местного самоуправления входит (с апреля 2018) в муниципальное образование Алексеевский городской округ.

## География
Расположен в восточной части области, в 24 км к юго-западу от районного центра, города Алексеевки. В настоящее время существует только «на бумаге», строений не осталось.

## История
По данным 1900 года на основе переписи 1897 года на хуторе Березняки Арнаутовского сельского общества Никитовской волости Валуйского уезда Воронежской губернии при балке Березняковой жило 62 человека (28 мужчин, 34 женщины) в 5 дворах, земельный надел был общий с селом Арнаутово.
По переписи 1926 года на хуторе Березняги Зворыкинского сельсовета Никитовской волости проживало 113 человек в 14 хозяйствах.
К началу войны число дворов на хуторе Березняги сократилось до 11.
По переписи 1979 года на хуторе Березняги-Вторые (переименован так для отличия от хутора Березняги-Первые) — 12 жителей, по переписи 1989 года — 2 человека (мужчина и женщина).
С 1993 года — в составе Хрещатовского сельского округа.
С 2004 года до апреля 2018 года входил в состав Хрещатовского сельского поселения, после чего муниципальный район «Алексеевский район и город Алексеевка» и все входившие в него поселения были упразднены и объединены в одно единое муниципальное образование Алексеевский городской округ.

## Население
| 2002 | 2010 |
| ---- | ---- |
| 4    | ↘0   |

В 2002 году на хуторе проживало 3 человека, русские. В 2010 году — без населения.

## Транспорт
Березняги-Вторые доступны автотранспортом по автодороге регионального значения «Валуйки — Алексеевка — Красное» (идентификационный номер 14 ОП РЗ К-10). Ближайшая остановка общественного транспорта «Поворот на Хрещатое» находится примерно в 1 км.